# Aurel Wintner
Aurel Friedrich Wintner, né le 8 avril 1903 à Budapest et mort le 15 janvier 1958 à Baltimore, est un mathématicien américain d'origine hongroise, professeur à l'université Johns-Hopkins. Il est réputé pour ses recherches en analyse mathématique, en mécanique céleste, théorie des nombres,  et en théorie des probabilités.

## Biographie
Pendant son adolescence, Aurel Wintner hésite entre la musique, en particulier le violon, et les mathématiques, deux domaines où il manifeste des talents précoces. Autorisé à fréquenter la bibliothèque de l'université de Budapest et encouragé par un de ses oncles, Samuel Oppenheim, professeur de mathématiques à l'université de Vienne, il s'oriente vers les sciences mathématiques, plus particulièrement vers l'astronomie. Il s'inscrit à l'université de Budapest en 1920, la quitte sans diplôme en 1924 pour des raisons financières, mais publie plusieurs articles de recherche dans les années suivantes.
Invité par Leon Lichtenstein, il étudie ensuite à l'université de Leipzig, où il soutient une thèse de doctorat en 1929 (sous la direction de Lichtenstein). Dans cette thèse, il cherche à donner des fondations plus solides aux travaux de George William Hill sur la théorie de la lune, en particulier en ce qui concerne la convergence de séries et les matrices infinies utilisées par Hill. Il établit en particulier plusieurs propositions importantes pour la théorie des espaces de Hilbert. Pendant cette période, il assiste aussi Lichtenstein pour l'édition du journal Mathematische Zeitschrift et du recueil de recensions mathématiques Jahrbuch über die Fortschritte der Mathematik.
Après sa thèse, il est récipiendaire de bourses qui lui permettent d'étudier à l'université de Rome « La Sapienza » avec Tullio Levi-Civita et à l'observatoire de Copenhague avec Elis Strömgren (en).
En 1930, il obtient un poste à l'université Johns-Hopkins, où il enseigne jusqu'à son décès, avec une interruption en 1937-1938 à l'Institute for Advanced Study à Princeton et à Harvard avec George David Birkhoff. En 1941, il bénéficie d'une bourse Guggenheim pour travailler avec Norbert Wiener. Il devient professeur en 1946. À partir de 1936, il est aussi éditeur de l'American Journal of Mathematics.

## Travaux
Sa liste de publications contient 7 monographies et 437 articles.
Les premiers travaux de Wintner concernent la mécanique céleste : il fournit en 1925 une preuve de convergence complétant un théorème d'existence de Hill et fournit une justification mathématique d'un principe empirique de Strömgren sur le prolongement analytique de  certaines familles de solutions périodiques dans le problème restreint à 3 corps.
Sur les espaces de Hilbert, il a par exemple donné la première preuve de la résolution spectrale des opérateurs normaux et unitaires.
De son intérêt pour les questions d'astronomie découle aussi celui pour les fonctions quasi périodiques : Wintner a par exemple établi en 1930 des conditions suffisantes pour l'existence de leur mouvement moyen et il a ensuite travaillé sur leurs distributions asymptotiques. 
Ces recherches l'ont conduit en 1939-1940 à une série d'articles, écrits en collaboration avec Paul Erdős et Mark Kac, sur les applications de la théorie des probabilités à la théorie des nombres et en ce sens, Wintner est l'un des fondateurs de la théorie probabiliste des nombres.
De 1946 à sa mort, Wintner s'est surtout consacré, souvent en collaboration avec certains de ses doctorants, à la théorie des équations différentielles ordinaires.
.

## Ouvrages
- (en) Aurel Wintner, Spektraltheorie der unendlichen Matrizen, Leipzig, Hirzel, 1929 (lire en ligne)[4].
- (en) Aurel Wintner, The Analytical Foundations of Celestial Mechanics, Princeton, Princeton University Press, 1941 (réimprimé en 2014 par Dover).
- (en) Aurel Wintner, Eratosthenian Averages, Baltimore, Waverly Press, 1943 (lire en ligne).
- (en) Aurel Wintner, The Theory of Measure in Arithmetical Semi-Groups, Baltimore, Waverly Press, 1944 (lire en ligne).
- (en) Aurel Wintner, An Arithmetical Approach to Ordinary Fourier Series, Baltimore, Waverly Press, 1945 (lire en ligne).
- (en) Aurel Wintner, The Fourier Transforms of Probability Distributions, Baltimore, Edwards Brothers, 1947 (lire en ligne).